# Ammannia burttii
Ammannia burttii är en fackelblomsväxtart som först beskrevs av Bernard Verdcourt, och fick sitt nu gällande namn av S.A.Graham och Gandhi. Ammannia burttii ingår i släktet Ammannia och familjen fackelblomsväxter. Inga underarter finns listade i Catalogue of Life.